# Ascalaphus hyalinus
Ascalaphus hyalinus är en insektsart som först beskrevs av Navás 1921.  Ascalaphus hyalinus ingår i släktet Ascalaphus och familjen fjärilsländor. Inga underarter finns listade i Catalogue of Life.